# (594337) 2016 QU89
(594337) 2016 QU89 est un objet transneptunien du groupe des objets détachés.

## Caractéristiques
(594337) 2016 QU89 mesure environ 120 kilomètres de diamètre.